# Manganbrons
Manganbrons är en legering som vanligen består av 85-87 % koppar, 3-15 % mangan och ofta innehåller andra metaller som tenn, zink, nickel med mera.
Manganbrons utmärker sig gentemot vanliga bronser genom att ha en hög hållfasthet även vid höga temperaturer.